# Coro della Brigata alpina "Tridentina"
Il Coro della Brigata Alpina Tridentina venne ufficialmente costituito nel 1979, con sede a Bressanone (BZ) presso la caserma Schenoni, anno del suo esordio al concorso "Alpini in armi".
Da allora in poi il coro è sempre stato composto, unicamente, da militari di leva. Il coro in armi della Brigata alpina "Tridentina", negli oltre vent'anni della sua storia, ha partecipato a numerose manifestazioni in tutta Italia ed all'estero, alle varie cerimonie militari della Brigata e nell'ambito del Comando Truppe Alpine, al cospetto di Sua Santità Giovanni Paolo II, dei Presidenti della Repubblica Pertini, Ciampi e Scalfaro, ed intervenendo anche in trasmissioni televisive nazionali.
Sono oltre 1200 i militari di leva che nel corso del proprio servizio militare hanno fatto parte della formazione del Coro, che ha concluso la propria attività alla fine del 2002 con la soppressione della Brigata Alpina Tridentina e trasformandosi per breve tempo nel Coro del Comando Truppe Alpine.
Al termine del periodo della leva obbligatoria si è definitivamente interrotta l'attività del Coro "in armi".
Per molti anni occasionalmente, e dal 2000 con criteri di ufficialità, è iniziata l'attività del Coro della Brigata Alpina Tridentina in congedo.
Gruppi di congedati di scaglioni vicini coesi dall'appartenenza al coro durante il servizio militare hanno cominciato a fondersi in un ben più numeroso gruppo, che dal 2000 ha iniziato una vera e propria attività ufficiale organizzando concerti in molte regioni italiane e principalmente in occasioni legate agli alpini .
Dal 2006 il Coro della Brigata Alpina Tridentina in congedo si è trasformato in associazione.